# Tore Svensson
Tore Svensson (født 6. december 1927, død 26. april 2002) var en svensk fodboldspiller (målmand).
Svensson spillede på klubplan for Malmö FF. Han vandt i 1953 det svenske mesterskab med klubben.
Svensson spillede desuden fire kampe for Sveriges landshold. Han repræsenterede sit land ved OL 1952 i Helsinki, hvor svenskerne vandt bronze, samt ved VM 1958 på hjemmebane, hvor det blev til sølv efter finalenederlag til Brasilien.

## Titler
Allsvenskan
- 1953 med Malmö FF